# جغرافیا و نقشه‌کشی در تمدن اسلامی
جغرافیا و نقشه‌کشی در تمدن اسلامی به دلیل نیاز به حج و ادارهٔ مملکتی نیاز به جغرافیا و نقشه‌کشی در دولت‌های اسلامی به‌شدت احساس شد. شروع پیشرفت جغرافیا در قرن هشتم میلادی زیر نظر خلافت عباسیان بود. کسانی چون ابوریحان بیرونی، ابن سینا، خوارزمی و ابو زید بلخی از پیشگامان این عرصه بودند. در قرن ۱۲ در زمان ادریسی این علم به اوج خود رسید. گسترش این دانش در زمان حکومت‌های ترک و ایرانی به‌خصوص عثمانی و صفویه ادامه یافت.